# STS 14

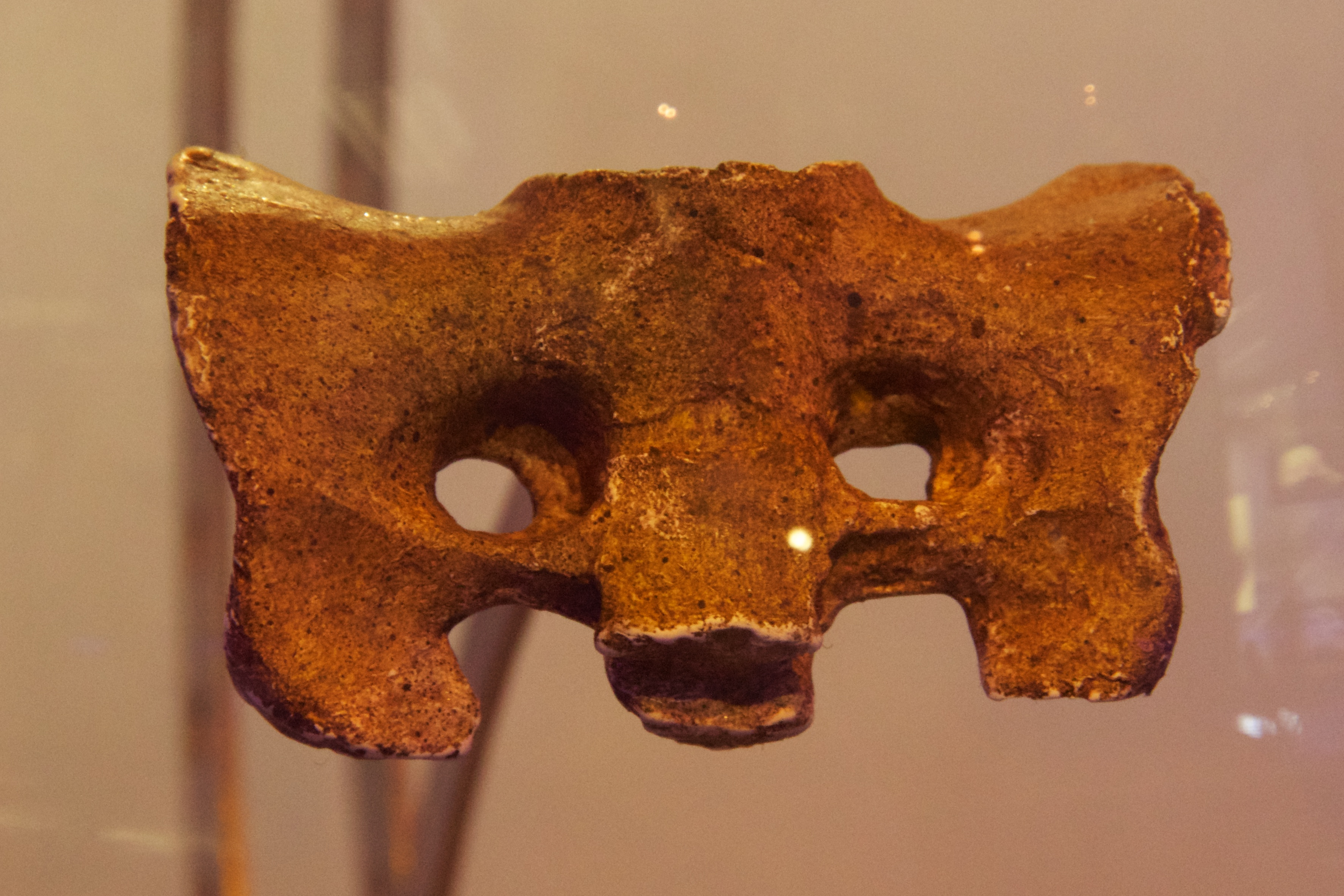

STS 14는 오스트랄로피테쿠스 아프리카누스종 (생물학)의 화석화된 부분 골격이다. 1947년 8월 로버트 브룸과 존 T. 로빈슨(John T. Robinson)이 남아프리카 스테르크폰테인(Sterkfontein)에서 발견했으며, 나이는 약 250만년으로 추정된다.
일부 과학자들은 STS 14가 STS 5와 동일한 개체에서 유래했을 수 있다고 제안했지만, 그 화석은 불과 215만 년 전으로 간주된다.

## 같이 보기
- 화석 인류